# Староселье (Горецкий район)
Старосе́лье (бел. Стараселле) — деревня в составе Ленинского сельсовета Горецкого района Могилёвской области Республики Беларусь.
До 7 сентября 2000 года деревня входила в состав Ленинского сельсовета, до 20 ноября 2013 года — в составе Ходоровского сельсовета.

## Географическое положение
Находится в 16 км на северо-восток от районного центра г. Горки.

## Население
- 1999 год — 723 человека
- 2009 год — 982 человека
- 2019 год — 124 человека

## Достопримечательность
- Военное кладбище. Памятник — скульптура воина. Историко-культурная ценность. На кладбище захоронено 746 военнослужащих, погибших в годы Великой Отечественной войны[4].